# Knivsbrunna
Knivsbrunna är en småort i Danmarks socken i södra delen av Uppsala kommun. Knivsbrunna ligger strax öster om Uppsala, på andra sidan E 4:an.